# تراویس اسمیت
تراویس اسمیت (به انگلیسی: Travis Smith) (زاده ۲۹ آوریل ۱۹۸۲ در بینبریج، جورجیا، ایالات متحده آمریکا) درامر پیشین گروه تریویوم بود.